# Endonukleaza
Endonukleaze su enzimi koji razlažu fosfodiestarsku vezu unutar polinukleotidnog lanca, što je u kontrastu sa egzonukleazama, koje razlažu fosfodiesterske veze na krajevima polinukleotidnog lanca. Tipično, restrikciono mesto je palindromska sekvenca duga četiri do šest nukleotida. Većina restrikcionih endonukleaza preseca ravnomerno DNK lance, proizvodeći komplementarne jednolančane krajeve. Ti krajevi se mogu ponovo spojiti putem hibridizacije i nazivaju se lepljivi krajevi. Nakon uparivanja, fosfodiesterske veze fragmentata se mogu spojiti DNK ligazama. Postoje stotine restrikcionih endonukleaza, koje napadaju različita restrikciona mesta. Svaki dati uzorak DNK sadrži više mesta prepoznavanja restrikcionih endonukleaza. DNK fragmenti formirani istom endonukleazom se mogu spojiti nezavisno od njihovog porekla. Restrikcione endonukleaze se dele u tri kategorije, Tip I, II, i III, na osnovu njihovog mehanizma dejstva. Ti enzimi se često koriste u genetikom inženjeringu za formiranje rekombinantne DNK za uvođenje u bakterijske, biljne, ili životinjske ćelije, kao i u sintetičkoj biologiji.
Uobičajena notacija za restrikcione endonukleaze ima oblik "vwxyz", gde "vwx" imenuje životnu formu (bakteriju) u kojoj se ta ona može naći, "y" označava vrstu (što je opciono), i "z" (u romanskim brojevima) indicira različite restrikcione endonukleaze u istoj životnoj formi. Tako na primer, „EcoRI“ znači da je ta restrikciona endonukleaza nađena u bakteriji Escherichia coli („Eco“); vrsti RY13 („R“), i da je ona restrikciona endonukleaza broj "I". Slično tome: „HaeII“ i „HaeIII“ potiču iz bakterija Haemophilus aegyptius, i imaju brojeve II i III, respektivno.

## Literatura
- Nicholas C. Price; Lewis Stevens (1999). Fundamentals of Enzymology: The Cell and Molecular Biology of Catalytic Proteins (Third изд.). USA: Oxford University Press. ISBN 019850229X.
- Eric J. Toone (2006). Advances in Enzymology and Related Areas of Molecular Biology, Protein Evolution (Volume 75 изд.). Wiley-Interscience. ISBN 0471205036.
- Branden C; Tooze J. Introduction to Protein Structure. New York, NY: Garland Publishing. ISBN 0-8153-2305-0.
- Irwin H. Segel. Enzyme Kinetics: Behavior and Analysis of Rapid Equilibrium and Steady-State Enzyme Systems (Book 44 изд.). Wiley Classics Library. ISBN 0471303097.
- William P. Jencks (1987). Catalysis in Chemistry and Enzymology. Dover Publications. ISBN 0486654605.